# Tandam Hilir Satu
Tandam Hilir Satu is een bestuurslaag in het regentschap Deli Serdang van de provincie Noord-Sumatra, Indonesië. Tandam Hilir Satu telt 11.315 inwoners (volkstelling 2010).